# Parc des Crêtets

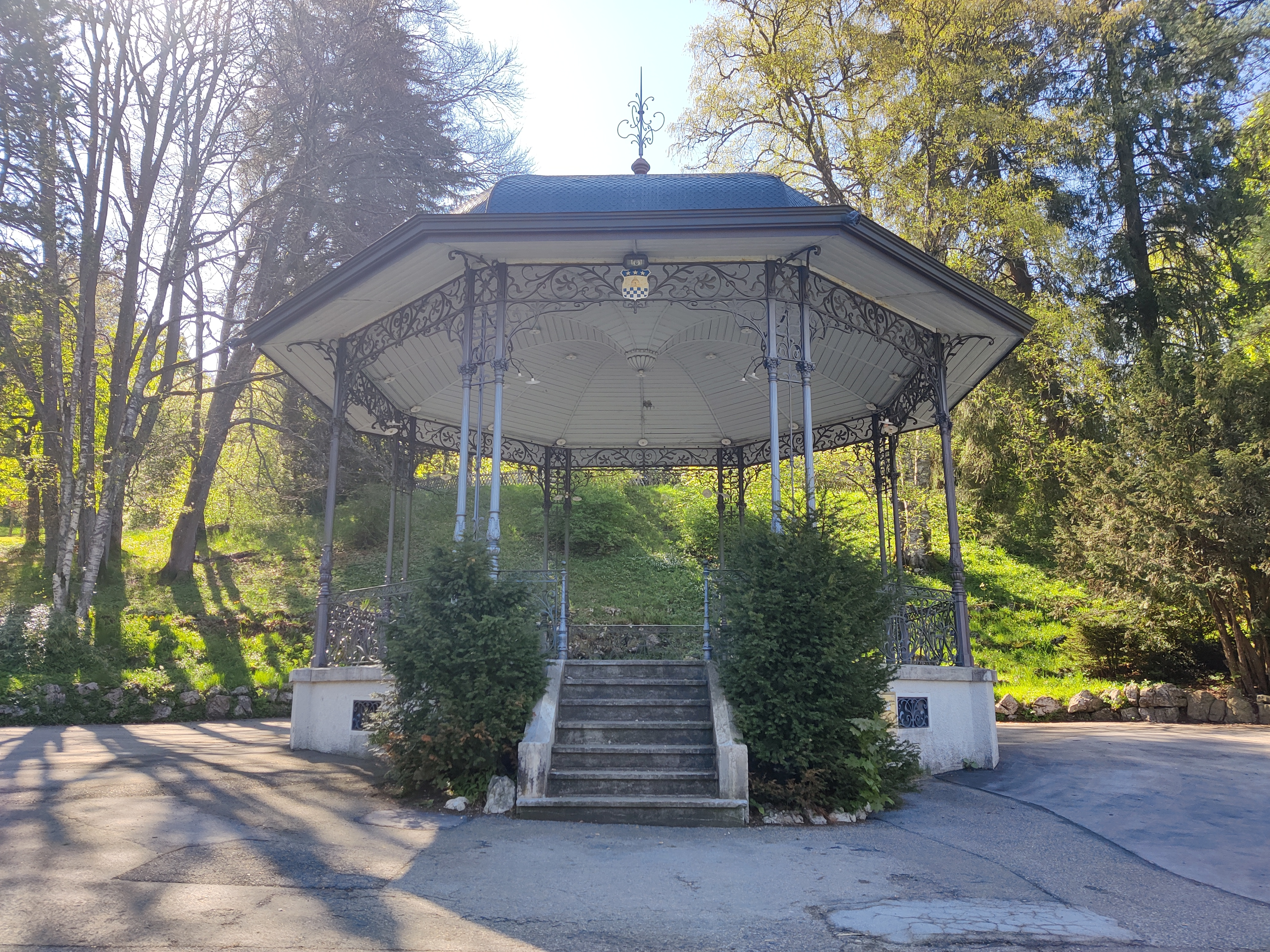
Der Musikpavillon auf dem Square des Crêtets, hier findet im Sommer das Musikfestival L’été au Kiosque statt

Der Parc des Crêtets (Mitte) und der Parc Gallet in einer Luftaufnahme von Werner Friedli vom Januar 1957

Der Parc des Crêtets ist ein 1903 bis 1907 errichteter Stadtpark im Stil der Belle Époque in der Schweiz. Er ist Teil des UNESCO-Welterbes der «Uhrmachermetropole» La Chaux-de-Fonds.

## Geschichte
La Chaux-de-Fonds ist eine Stadt im Jura, die durch die Uhrenindustrie ein rasantes Wachstum erlebt hat. Als um 1900 der Platz vor dem Bahnhof La Chaux-de-Fonds durch den Bau des Hôtel des Postes verkleinert wurde, kam der Wunsch auf, eine neue Grünfläche auf dem Hügel Crêtets oberhalb des Bahnhofs anzulegen. Die Stadt schrieb einen Wettbewerb für eine grossstädtisch anmutende Anlage aus. Unter den Vorschlägen fand der Plan des Gartenarchitekten Charles Mattern die meisten Befürworter. Mattern hatte sich mit dem Bau des späteren Tierparks Bois du Petit-Château bereits einen Namen gemacht.
Der im Stil des Fin de Sièce gestaltete Parc des Crêtets besitzt das asymmetrische Gesicht eines Landschaftsgartens mit einem an die Wellenlinien der Art nouveau erinnernden Netz aus Fusswegen und sollte die Natur schöner zeigen, als sie im Naturzustand ist. Ein scheinbar aus einer Grotte entspringendes Bächlein fliesst in einen Zierteich. Der Musikpavillon und der Ruhepavillon fügen sich malerisch in das leicht abfallende Gelände ein. Eine halbrunde Plattform überblickt Stadt und Park. Der Musikpavillon auf dem Square des Crêtets ist ein Geschenk des Verschönerungsvereins von 1904 bis 1907 und entstand nach dem Entwurf des Stadtarchitekten Ernest Jenni unter Mithilfe des Büros Strehler und Suter. Die Gesangs- und Musikvereine der Stadt hatten sich einen Ort für sommerliche Auftritte gewünscht. Die Bestandteile wurden vorfabriziert aus Versandkatalogen bestellt. Auch hier findet sich der zeittypische Peitschenschlag in den schmiedeeisernen Details wieder. Stilisierte Kastanienbaumblätter bereichern die ästhetische Bildsprache. Ein gusseiserner Trinkbrunnen und ein Toilettenhäuschen sind ebenfalls im Original erhalten, der Spielplatz ist eine spätere Hinzufügung. 2001 wurde der Musikpavillon vollständig restauriert.
Ein Sturm (Downburst), der am 24. Juli 2023 mit einer Windgeschwindigkeit von mindestens 217 km/h in sechseinhalb Minuten La Chaux-de-Fonds schwer verwüstete, etwa 40 Menschen verletzte und einen Menschen tötete, traf den Parc des Crêtets mit voller Wucht und zerstörte 80 % aller Bäume. Der kleinere Pavillon musste abgetragen werden. Die Stadtverwaltung stellt die Wiederherstellung und umfassende Aufwertung des Parks in Aussicht. Finanziert wird dies einerseits mit Spenden, von denen allein für den Parc des Crêtets 650'000 Franken vorgesehen sind, andererseits wurden zwei öffentliche Kredite von insgesamt 7,6 Millionen Franken bewilligt. Bereits aufgehoben wurden mit dem Ziel der Verkehrsberuhigung und Hebung der Lebensqualität die Durchgangsstrasse entlang der Bahngleise und die dortigen Parkplätze zugunsten eines neuen Fussgängerwegs. Der Parc des Crêtets geht fast unmittelbar in den Parc Gallet über, der etwas weniger unter dem Sturm gelitten hat. Doch wurde auch hier eine einst als Flanierachse angelegte Allee völlig niedergerissen. Der Verein Des arbres pour rêver demain engagiert sich für die Neuanpflanzungen. Am 7. März 2025 rief er zur Pressekonferenz im Parc des Crêtets.